# Caylian Curtis
Caylian Curtis, vlastním jménem Kateřina Staňková, (* 12. srpna 1981, Praha) je česká modelka a pornoherečka.

## Život
Narodila se 12. srpna 1981 v Praze, má mladší sestru. Nedokončila studium práv, pracovala jako au-pair a manažerka, od roku 2004 se plně věnovala modelingu. Zúčastnila se soutěže Miss Bikini Praha, v září 2006 se stala playmate české mutace časopisu Playboy. Původně fotila pouze akty, v roce 2006 však uzavřela s francouzským režisérem Pierrem Woodmanem exkluzivní kontrakt na 300 000 euro a hrála hlavní roli v jeho trilogii Xcalibur, hardcore parodii na rytířské příběhy. Caylian Curtis má blond vlasy a modré oči, měří 170 cm a váží 52 kg. Po plastické operaci ňader jsou její míry 98-62-84. Na břiše má tetování v podobě králíčka. Hovoří anglicky a španělsky[zdroj?], v minulosti používala také pseudonym Kathy Lee. Ačkoli účinkovala v řadě lesbických scén, v soukromém životě dává podle vlastních slov přednost heterosexuálnímu styku. Kariéru v pornoprůmyslu údajně ukončila v roce 2008.

## Filmografie
- Amazonian Dreams (Woodman Entertainment)
- Xcalibur (Woodman Entertainment)
- Xcalibur 2 (Woodman Entertainment)